# ويليام فووت وايت
ويليام فووت وايت (بالإنجليزية: William Foote Whyte)‏ هو عالم اجتماع وعالم إنسان أمريكي، ولد في 27 يونيو 1914، وتوفي في 16 يوليو 2000.